# Cerkev sv. Jakoba, Velika Dobrava
Cerkev sv. Jakoba je podružnična cerkev župnije Višnja Gora, ki stoji ob robu vasi Velika Dobrava, na kraški planoti med Višnjo Goro in Stično.

## Opis
Veliko Dobravo omenjajo viri že leta 1267 kot posest Stiškega samostana. Cerkev, ki stoji na severnem robu vasi, pa je prvič omenjena 1507. Jedro cerkve je vse do danes ostalo gotsko, kar se še posebno opazi z rebrasto obokanim oltarjem. Večino opreme je cerkev pridobila v 19. stoletju. Glavni oltar je leta 1859 naredil Anton Kresal za časa službovanja župnika Janeza Ciglerja v Višnji Gori. Na južni zunanju steni je bila freska sv. Krištofa (16. stoletje), ki pa je danes ni več.